# Caboclinho-de-papo-escuro
O caboclinho-de-papo-preto (nome científico: Sporophila ruficollis) é uma espécie de ave da família Thraupidae, que é encontrada no Brasil, na Argentina, no Uruguai, no Paraguai e na Bolívia. Habita locais abertos superiores a 1 200 metros, como capinzais, brejos, banhados e campos. Se alimenta de grãos e coloca dois ou três ovos por ninhada, que se repetem de duas a quatro vezes por ano. Medem em média dez centímetros de comprimento. É uma espécie migrante e possui expectativa de vida de 4,8 anos. Sua população está caindo, sendo ameaçada pela perda de habitat em prol da agricultura de eucalipto e pinus e pelo uso de pesticidas e queimadas, afetando seus locais reprodutivos, forçando-a a se reproduzir em ambientes mais povoados, o que facilita sua predação.